# Georgia Louise Harris Brown
Georgia Louise Harris Brown (* 12. Juni 1918 in Topeka, Kansas, USA; † 21. September 1999 in Washington, D.C., USA) war eine US-amerikanische Architektin. Sie war die zweite Afroamerikanerin, die in den Vereinigten Staaten eine Lizenz als Architektin erhielt.

## Leben und Werk
Brown war eines von fünf Kindern von Carl Collins Harris und Georgia Louise Watkins Harris. Nach ihrem Abschluss an der Seaman High School in North Topeka besuchte sie von 1936 bis 1938 die Washburn University, die bereits ihre Mutter besucht hatte. Die Washburn University wurde 1865 von einer pro-abolitionistischen Gemeinde als College gegründet, dessen Ziel es war, Bildung ohne Unterschied der Hautfarbe anzubieten. Kurz nach ihrem Abschluss an der Washburn University schrieb Brown sich an der School of Engineering and Architecture an der University of Kansas ein. Das Programm der Schule legte einen starken Schwerpunkt auf Bauprozesse und Bautechniken. 1940 unterbrach Brown ihr Studium und heiratete 1941 den Elektroinstallateur James A. Brown. Im Sommer 1942 besuchte sie Abendkurse bei Mies van der Rohe an der Architekturabteilung des Illinois Institute of Technology (IIT) in Chicago. Im Winter 1943 beendete sie das Architekturprogramm und im Juni 1944 erhielt sie als erste afroamerikanische Frau einen Bachelor of Science in Architektur an der University of Kansas.

## Architektin in Chicago
1945 arbeitete sie in Chicago in dem neu eröffneten Büro des afroamerikanischen Architekten und Bauingenieurs Kenneth Roderick O’Neal. Seit dem großen Brand von 1871, der einen Großteil des zentralen Geschäftsviertels von Chicago zerstört hatte, leisteten Architekten aus Chicago Pionierarbeit bei der Konstruktion von Wolkenkratzern und bei deren Stahlkonstruktionen, die für Wolkenkratzer unerlässlich waren. Während der Zeit von Brown wurden Hochhäuser in Glas-und-Stahl-Konstruktionen gebaut.
Brown wurde 1949 als zweite afroamerikanische Frau in den USA lizenzierte Architektin für den Bundesstaat Illinois. Im selben Jahr wechselte sie in das Büro von van der Mies’ bevorzugtem Bauingenieur Frank J. Kornacker, wo sie von 1949 bis 1953 als einzige Frau arbeitete. Während ihrer Zeit bei Kornacker Associates entwarf sie Wohnungen und Anbauten an Fabriken sowie ein Büro- und Hörsaalgebäude. Außerdem entwickelte sie Tragwerksberechnungen für Gebäude aus verstärktem Stahl und Beton, zu denen van der Rohes Promontory Point Apartments und 860 Lake Shore Drive Wohngebäude gehörten. Wahrscheinlich war es die Spezialisierung des Büros auf Tragwerksplanung neben ihrem eigenen Interesse am Bauwesen, die sie dazu veranlasste, 1950 Abendkurse für Bauingenieurwesen zu besuchen. Diese Zusatzausbildung machte sie zur bevorzugten Statikerin für Mies van der Rohe.
Während dieser Zeit wurde sie eines der ersten afroamerikanischen Mitglieder des Chicagoer Kapitels von Alpha Alpha Gamma, dem Berufsverband, der 1948 in Association of Women in Architecture umbenannt wurde.
Sie ließ sich 1952 scheiden und schickte ihre beiden Kinder zu ihren Eltern nach Topeka.

## Architektin in Brasilien
Bereits Ende der 1940er und Anfang der 1950er Jahre wurden die Errungenschaften der brasilianischen modernen Architektur in vielen amerikanischen und europäischen Zeitschriften und Ausstellungen gewürdigt. In den frühen 1950er Jahren lernte Brown in den USA die Akademikerin Maria Luisa Barros kennen, von der sie eingeladen wurde, das Land zu besuchen. Nach einem Besuch 1951 zog sie am 1. Oktober 1953 nach Brasilien und erhielt am 20. Januar 1954 ein dauerhaftes Aufenthaltsvisum. Erst 1970 wurde ihr Abschluss validiert und eine Arbeitserlaubnis ausgestellt. In der Zwischenzeit entwarf und führte sie statische Berechnungen für das Büro des in Amerika geborenen Charles Bosworth durch, eines ehemaligen Mitarbeiters des amerikanischen Designers Raymond Loewy. Bosworth war 1947 nach Brasilien gekommen, um den brasilianischen Hauptsitz von Loewy zu gründen, und zog unter seinen Kunden eine beständige Anzahl in- und ausländischer Unternehmen an. 1953 gründete er die Charles Bosworth Sociedade Civil de Engenharia Ltda, die sich zu einem großen Industriebauunternehmen und einem wichtigen Bezugspunkt für internationale Kunden entwickelte. Das Projektdesign wurde in Zusammenarbeit mit dem in Los Angeles ansässigen Architekten Welton Becket durchgeführt und war wahrscheinlich das erste große Projekt, an dem Brown in Brasilien sowohl am Design als auch an den strukturellen Berechnungen beteiligt war. Brown arbeitete von 1954 bis 1966 für Charles Bosworth.
Bosworths Büro wurde häufig von amerikanischen Unternehmen angemietet, die sich in Brasilien niederlassen wollten, und Browns kultureller und beruflicher Hintergrund ermöglichte es ihr, die programmatischen und technologischen Anforderungen ausländischer Unternehmen zu verstehen und effizient damit umzugehen. Gleichzeitig sammelte sie bedeutende Erfahrungen in der Planung, Konstruktion und Verwaltung von Industrie- und Fertigbaustandorten, die sie damals in den Vereinigten Staaten wahrscheinlich nicht hätte sammeln können. Sie war bei der Gestaltung von Automobilmontagewerken, Motorenwerken und Fahrzeugteilewerken wie dem neuen Komplex von Ford Motors do Brazil in Osasco, Lion do Brasil in São Paulo, Brasmotor, Willys Overland do Brasil und Gemmer, beide in São Bernardo do Campo und den Pharmaunternehmen Pfizer Corporation of Brazil mit Sitz in Guarulhos und der Pravaz Recordati S/A in São Paulo beteiligt. Die Erfahrung mit Industrieprojekten setzte sich bei Racz Construtora fort, einem Unternehmen, mit dem Brown zwischen 1963 und 1972 bei vielen Arbeiten zusammenarbeitete. Während ihrer Arbeit für Racz entwickelte Brown zwei ihrer größeren Projekte: von 1963 bis 1965 die Trorion S/A, eine Schaumstoff- und Matratzenfabrik und von 1969 bis 1971 die Kodak-Filmfabrik in São José dos Campos.
Da Brown keine Mitarbeiterin großer Bauunternehmen war, war es für sie einfacher, auch private Wohnprojekte durchzuführen, die manchmal in Zusammenarbeit mit assoziierten Designern entwickelt wurden. Eine ihrer ersten Verbindungen war die mit dem in Amerika geborenen ehemaligen Luftwaffenoffizier Julian D’Este Penrose (1916–1968), der zwar kein Architekt, aber ein kreativer Designer war und viele Residenzen in São Paulo baute, in denen er versuchte, das architektonische Programm mit der Landschaft und der Verwendung lokaler Materialien in Einklang zu bringen. Sie entwarf auch einige Wohnhäuser mit ihrem Freund Karl Hans Adolf Wiechmann, einem kreativen deutschen Emigranten, der sein Architekturstudium in Frankfurt zu Beginn des Zweiten Weltkriegs unterbrochen hatte.
Nachdem sie 1970 ihre brasilianische Architekturlizenz erhalten hatte, fühlte sich Brown weniger abhängig von den großen Bauunternehmen und arbeitete zunehmend mit privaten Investoren und Immobilienentwicklern zusammen, die neue Eigentumswohnungen in der Stadt planten und betrieben. Zwischen den 1970er und 1980er Jahren arbeitete Brown für die Immobilienmakler Cia Territoria e Urbana Paulista Ltda, die Cia Comercial Agrícola e Industrial Grama und die CIT Pavimentação e Terraplangem Ltda, die zum Industrie- und Immobilienkonglomerat Matarazzo gehörten, sowie für die Emprimo Empreendimentos Imobiliarios Ltda. Obwohl sie es vorzog, alleine zu arbeiten, hatte sie oft einen brasilianischen männlichen Partner. Sie gründete die Firma Brown Bottene Construtora Ltda, gefolgt von Gryphus Arquitetura Ltda, die bis 1993 bestand, als sie krankheitsbedingt in den Ruhestand ging und in die Vereinigten Staaten zurückkehrte.
Nach ihrer Rückkehr in die Vereinigten Staaten starb sie 1999 im Alter von 81 Jahren.

## Projekte (Auswahl)
- 1946–1949: The Promontory Apartments, Chicago, Mies van der Rohe; statische Berechnungen
- 1948–1951: 860 Lake Shore Drive, Chicago, Mies van der Rohe; statische Berechnungen
- 1949–1951: Lunt Lake Apartments, Chicago, Holsman, Holsman, Elekamp und Taylor Architects; Tragwerksberechnungen
- 1950–1951: Prairie Court Apartments, Chicago, Keck und Keck, Architekten; statische Berechnungen[10]
- 1952–1956: East Dentistry, Medicine Pharmacy Building, University of Illinois, Pace Associates, Architects; Tragwerksberechnungen[11]
- 1957–1963: Ford Motors do Brasil, Osasco, Brasilien
- 1960: Pfizer Corporation do Brasil, Guarulhos, Brasilien
- 1960–1963: Pravaz Recordati Laboratorios S/A, São Paulo
- 1963–1965: Trorion S/A (Fabrik- und Verwaltungsgebäude), Diadema
- 1967–1968: Arndt von Bohlen und Halbach (Um- und Neubau, Landflughafen), Angatuba
- 1968: Edda Frost, São Paulo
- 1969–1971; 1975–1976: Kodak do Brasil, São José dos Campos
- 1975: Alessandro Giunta, São Paulo
- 1975–1976:  Siemens do Brasil, São Paulo
- 1978: Instituto Nacional de Previdencia Social, Posto de Atendimento Heliopolis, São Paulo
- 1978: Instituto Nacional de Previdencia Social, Posto de Atendimento Ipiranga, São Paulo
- 1986: Paulo Aranha, São Paulo